# Свентокшиска (станция метро, линия М1)
«Свентокши́ска» (Świętokrzyska, с пол. — «Святокрестовая») — действующая станция линии M1 Варшавского метрополитена. Располагается в районе Средместье, у пересечения улиц Свентокшиской и Маршалковской (Marszałkowska, с пол. — «Маршальская»), пролегая вдоль последней по её западной стороне. Вместе с одноимённой станцей составляет единственный в настоящее время пересадочный узел Варшавского метрополитена.

## Название
Станция названа по улице Свентокшиской, на пересечении с которой она и расположена. Название самой улицы в свою очередь косвенно происходит от Базилики Святого Креста, хотя сам костёл располагается уже на другой улице — в Краковском предместье.

## История
23 декабря 1982 года Совет министров принял распоряжение о строительстве первой линии Варшавского метрополитена. По первоначальному плану линия М1 должна была быть открыта в три этапа, причём открытие данной станции предусматривалась на втором этапе, с введением к 1992 году участка «Вавельска» — «Двожец Гданьски». По этому же плану уже предполагалось сделать данную станцию на линии М1, которая протянется с севера на юг, пересадочной на линию М2, которая протянется с запада на восток, соединив обе части Варшавы, разделённые руслом реки Вислы. Таким образом, станция должна стать пересечением этих двух линий. 16 декабря 1983 года распоряжением Народного Совета г. Варшавы станция получила код А14 и название «Свентокшиска».
13 декабря 1985 года участок второго этапа по плану был продлён до станции на площади Парижской коммуны (ныне площадь Томаса Вудро Вильсона), а дата открытия была перенесена на 1994 год. Позже все эти планы пришлось надолго отложить из-за нехватки средств и политической обстановки. В 1993 году был принят обновлённый проект, в котором предусматривалось уже пять этапов, данная станция должна была быть открыта к 1998 году на третьем этапе, в составе участка «Центрум» — «Ратуш Арсенал». 17 июня 1996 года городской совет Варшавы принял постановление о строительстве линии от станции «Центрум» до станции «Млоцины», подготовительные работы должны были начаться 1 июля 1987 года.
12 апреля 1987 года торговцы из павильонов на улице Маршалковской, которые должны быть снесены для строительства линии, начали протесты с требованиями земельных участков для новых павильонов для них и переименования будущей станции в «Павильоны». Начало строительных работ было отложено. В марте 1998 года с протестующими был найден компромисс, и в июне 1998 года был заложен краеугольный камень будущей станции. 8 сентября 1998 года при прохождении восточного туннеля обрушилась часть щита, двое рабочих были ранены, а один скончался в реанимации. В октябре 2000 года строительство станции было завершено, отделочные работы продолжались до марта 2001 года.
Станция была открыта 11 мая 2001 года в составе участка «Центрум» — «Ратуш Арсенал». На открытии присутствовали Президент Польши Александр Квасьневский и Примас Польши Юзеф Глемп, который освятил станцию.

## Архитектура и оформление
Верхние уровни являются общими для обоих станций этого пересадочного узла. Наземный уровень представлен 9 выходами, из которых выходы 7-9 накрыты синими сводчатыми навесами, характерными для станций линии М1. Уровень -1 представляет собой систему подземных переходов, где также расположены вестибюли станций, торговые помещения и пункт обслуживания пассажиров. Выходы 7-8 ведут к южному вестибюлю станции, выход 9 — к северному, а выходы 1-6 ведут к станции линии М2. Сама же станция линии М1 располагается на уровне -2, её длина составляет 156 м, а ширина достигает 20,1 м. По центру располагается прямая островная платформа длиной 120 м и шириной 12 м. Из-за укороченной длины платформы эскалаторы, ведущие к вестибюлям, перенесены вглубь станции.

## Наземный транспорт
Трамваи:
- 4 Восточный Жерань — Ипподром
- 15 Марымонт-Поток — P+R Краковский проспект
- 18 Жерань FSO — PKP «Служевец»
- 35 Новое Бемово — Ипподром

Автобусы (в т.ч. ночные):
- 128 пл. Пилсудского — Счастливице
- 175 пл. Пилсудского — Аэропорт им. Шопена
- 178 PKP «Урсус» — ул. Конвикторская
- 517 Урсус-Недзьвядек — м. «Троцкая»
- 520 Марысин — ул. Плоцка-Больница
- N11 ул. Осенних Листов — Центральный вокзал
- N13 Новодворы — Центральный вокзал
- N14 Олесин — Центральный вокзал
- N16 PKP Зачише-Вильно — Центральный вокзал
- N21 Старая Милосна (ул. Уланская) — Центральный вокзал
- N32 Аэропорт им. Шопена — м. «Центр»
- N35 PKP «Урсус-Недзьвядек» — м. «Центр»
- N38 P+R Краковская аллея — м. «Центр»
- N41 Млоцины-УКСВ — Центральный вокзал
- N42 ос. Гурчевска — Центральный вокзал
- N44 Центральный вокзал — депо «Жолибож»
- N61 Чёрный поток — Центральный вокзал
- N63 Хотомув — Центральный вокзал
- N64 Хошчувка — Центральный вокзал
- N66 ул. Соснковского — Центральный вокзал
- N71 Воля Гржибовская — Центральный вокзал
- N85 ос. Сташица/Трамвайная петля — м. «Центр»
- N88 Шведская пл. — м. «Центр»
- N91 Северное кладбище-Восточные ворота — Центральный вокзал